# Корам (Монтана)
Корам (англ. Coram) — переписна місцевість (CDP) в США, в окрузі Флетгед штату Монтана. Населення — 572 особи (2020).

## Географія
Корам розташований за координатами 48°25′50″ пн. ш. 114°2′49″ зх. д. / 48.43056° пн. ш. 114.04694° зх. д. (48.430620, -114.046814).  За даними Бюро перепису населення США в 2010 році переписна місцевість мала площу 9,88 км², з яких 9,61 км² — суходіл та 0,27 км² — водойми.

## Демографія
Згідно з переписом 2010 року, у переписній місцевості мешкало 539 осіб у 231 домогосподарстві у складі 146 родин. Густота населення становила 55 осіб/км².  Було 303 помешкання (31/км²).
Расовий склад населення:
| - 94,2 % — білих - 3,3 % — корінних американців - 0,2 % — вихідців з тихоокеанських островів - 0,2 % — азіатів |

До двох чи більше рас належало 2,0 %. Частка іспаномовних становила 0,6 % від усіх жителів.
За віковим діапазоном населення розподілялося таким чином: 17,8 % — особи молодші 18 років, 69,6 % — особи у віці 18—64 років, 12,6 % — особи у віці 65 років та старші. Медіана віку мешканця становила 45,5 року. На 100 осіб жіночої статі у переписній місцевості припадало 108,9 чоловіків;  на 100 жінок у віці від 18 років та старших — 116,1 чоловіків також старших 18 років.
Середній дохід на одне домашнє господарство  становив 56 396 доларів США (медіана — 57 663), а середній дохід на одну сім'ю — 48 207 доларів (медіана — 50 469). За межею бідності перебувало 15,6 % осіб, у тому числі 100,0 % дітей у віці до 18 років та 0,0 % осіб у віці 65 років та старших.
Цивільне працевлаштоване населення становило 305 осіб. Основні галузі зайнятості: освіта, охорона здоров'я та соціальна допомога — 23,0 %, науковці, спеціалісти, менеджери — 22,6 %, мистецтво, розваги та відпочинок — 19,0 %.